# Chantal Groot
Chantal Groot (Amsterdam, 19 oktober 1982) is een Nederlands zwemster. Groot vertegenwoordigde haar vaderland op de Olympische Zomerspelen 2000 in Sydney, Australië, op de Olympische Zomerspelen 2004 in Athene, Griekenland en op de Olympische Zomerspelen 2008 in Peking, China.

## Carrière
Groot gold al op jonge leeftijd als een groot talent. In 1998 werd zij in Antwerpen Europees jeugdkampioene op de 100 meter vlinderslag en tweede op de 100 meter vrije slag. Bij de Europese kampioenschappen langebaan (50 meter) van 1999 behaalde ze ook direct een medaille: brons op de 50 meter vlinderslag.
Chantal Groot won bij de EK van Berlijn en Madrid medailles op de 50 meter vlinderslag. Tijdens de Olympische Zomerspelen 2000 in Sydney nam ze als reserve deel aan de series van de estafette, en won zo een zilveren medaille. Vier jaar later in Athene won ze, samen met Inge de Bruijn, Inge Dekker, Marleen Veldhuis en Annabel Kosten, de bronzen medaille op de 4x100 meter vrije slag.
Ook op de EK kortebaan 2005 viel Groot in de prijzen. Samen met Hinkelien Schreuder, Inge Dekker en Marleen Veldhuis won ze de 4x50 meter vrije slag in 1.36,76 wat een nieuw wereldrecord betekende.
Op de Wereldkampioenschappen zwemmen kortebaan 2006 zorgde Groot met haar teamgenotes bij de 4x100 meter vrije slag voor een succes door een wereldrecord te zwemmen. De tijd van 3.33,32 was tevens goed voor het Wereldkampioenschap Groot was na Inge Dekker (53,52) en Hinkelien Schreuder (53,63) aan de beurt. Zij zwom een tijd van 54,00. Daarna maakte Marleen Veldhuis het af in een tijd van 52,17.

## Internationale toernooien
| Jaar | Olympische Spelen | WK langebaan                                                                                      | WK kortebaan                                                             | EK langebaan | EK kortebaan |
| ---- | --- | ------------------------------------------------------------------------------------------------- | ------------------------------------------------------------------------ | --- | --- |
| 1999 | |                                                                                                   | 14e 100 m vlinderslag · 4x100 m vrije slag                               | 50 m vlinderslag · 7e 50 m vrije slag · 16e 100 m vrije slag · 20e 100 m vlinderslag · 4e 4x100 m vrije slag                                              | 6e 50 m vlinderslag 8e 100 m vrije slag 9e 50 m vrije slag 10e 100 m vlinderslag                                                                                     |
| 2000 | 11e 100 m vlinderslag · 4x100 m vrije slag · Groot zwom enkel in de series · 11e 4x200 m vrije slag · 14e 4x100 m wisselslag |                                                                                                   | 11e 50 m vlinderslag 14e 100 m vrije slag 18e 100 m vlinderslag          | 7e 100 m vlinderslag 11e 50 m vrije slag 11e 50 m vlinderslag 5e 4x100 m vrije slag 5e 4x100 m wisselslag 7e 4x200 m vrije slag                           | geen deelname |
| 2001 | | 19e 50 m vlinderslag 10e 4x100 m vrije slag 12e 4x100 m wisselslag                                |                                                                          | | geen deelname |
| 2002 | |                                                                                                   | 9e 50 m vrije slag 9e 50 m vlinderslag                                   | 50 m vlinderslag · 7e 50 m vrije slag · serie 100 m vrije slag · 4x100 m vrije slag · 7e 4x100 m wisselslag                                               | 4e 50 m vlinderslag · 8e 100 m vrije slag · serie 100 m vlinderslag · 4x50 m vrije slag · 4x50 m wisselslag                                                          |
| 2003 | | 5e 50 m vlinderslag 9e 100 m vrije slag 4e 4x100 m vrije slag 6e 4x100 m wisselslag               |                                                                          | | 6e 50 m vlinderslag · 6e 100 m vlinderslag · 10e 50 m vrije slag · 11e 100 m vrije slag · 4x50 m vrije slag · 4x50 m wisselslag                                      |
| 2004 | 21e 100 m vlinderslag · 4x100 m vrije slag · 6e 4x100 m wisselslag · Groot zwom enkel in de series                           |                                                                                                   | 7e 100 m vrije slag 7e 100 m vlinderslag 10e 50 m vlinderslag            | 50 m vlinderslag · 6e 50 m vrije slag · 11e 100 m vlinderslag · series 100 m vrije slag · 4x100 m vrije slag · 4x100 m wisselslag · 5e 4x200 m vrije slag | 7e 100 m vrije slag · 13e 50 m vlinderslag · 4x50 m vrije slag · 4x50 m wisselslag · Groot zwom enkel in de series                                                   |
| 2005 | | 9e 50 m vlinderslag 13e 100 m vrije slag 4e 4x100 m vrije slag 9e 4x100 m wisselslag              |                                                                          | | 17e 100 m vrije slag · 17e 200 m vrije slag · 4x50 m vrije slag · 4x50 m wisselslag · Groot zwom enkel in de series                                                  |
| 2006 | |                                                                                                   | 19e 200 m vrije slag · 4x100 m vrije slag                                | 50 m vlinderslag · 8e 100 m vlinderslag · 13e 100 m vrije slag · 4x100 m vrije slag · 5e 4x100 m wisselslag · Groot zwom enkel in de series               | 6e 50 m vlinderslag · 14e 50 m vrije slag · 14e 100 m vlinderslag · 4x50 m vrije slag                                                                                |
| 2007 | | 13e 50 m vlinderslag · 20e 100 m vlinderslag · 4x100 m vrije slag · Groot zwom enkel in de series |                                                                          | | 5e 100 m vlinderslag · 17e 50 m vlinderslag · 18e 50 m vrije slag · 18e 100 m vrije slag · 4x50 m vrije slag · Groot zwom enkel in de series · 10e 4x50 m wisselslag |
| 2008 | 30e 100 m vlinderslag |                                                                                                   | 6e 100 m vlinderslag 4e 4x100 m wisselslag Groot zwom enkel in de series | 50 m vlinderslag · 5e 100 m vlinderslag · 4x100 m vrije slag · Groot zwom enkel in de series · 4x100 m wisselslag · Groot zwom enkel in de series         | 9e 50 m vlinderslag · 17e 50 m vrije slag · 17e 100 m vlinderslag · 4x100 m vrije slag · Groot zwom enkel in de series                                               |
| 2009 | | 28e 100 m vlinderslag 10e 4x200 m vrije slag                                                      |                                                                          | | ISTANBUL |